# Džun Miki
Džun Miki (三木淳, Miki Jun, 14. září 1919 – 22. února 1992) byl japonský fotograf a jeden z japonských průkopníků fotožurnalismu. Výběrová komise salónu Nikon zavedla v roce 1999 cenu Džuna Mikiho, aby si připomínala jeho odkaz. Studoval fotografii u Kena Domona a Júsaky Kamekury. Jeho kamarádem byl fotograf Takamasa Inamura.

## Knihy zobrazující Mikiho díla
- Dokjumentarī no džidai: Jónosuke Natori, Kimura Ihee, Domon Ken, Džun Miki no šašin kara (ドキュメンタリーの時代：名取洋之助・木村伊兵衛・土門 拳・三木淳の写真から) / The Documentary Age: Fotografie Jónosuke Natori, Kimury Ihee, Domona Kena a Miki Jun. Tokio: Tokijské metropolitní muzeum fotografie, 2001. Katalog výstavy. Titulky v japonštině i angličtině, další text pouze v japonštině.

## Galerie

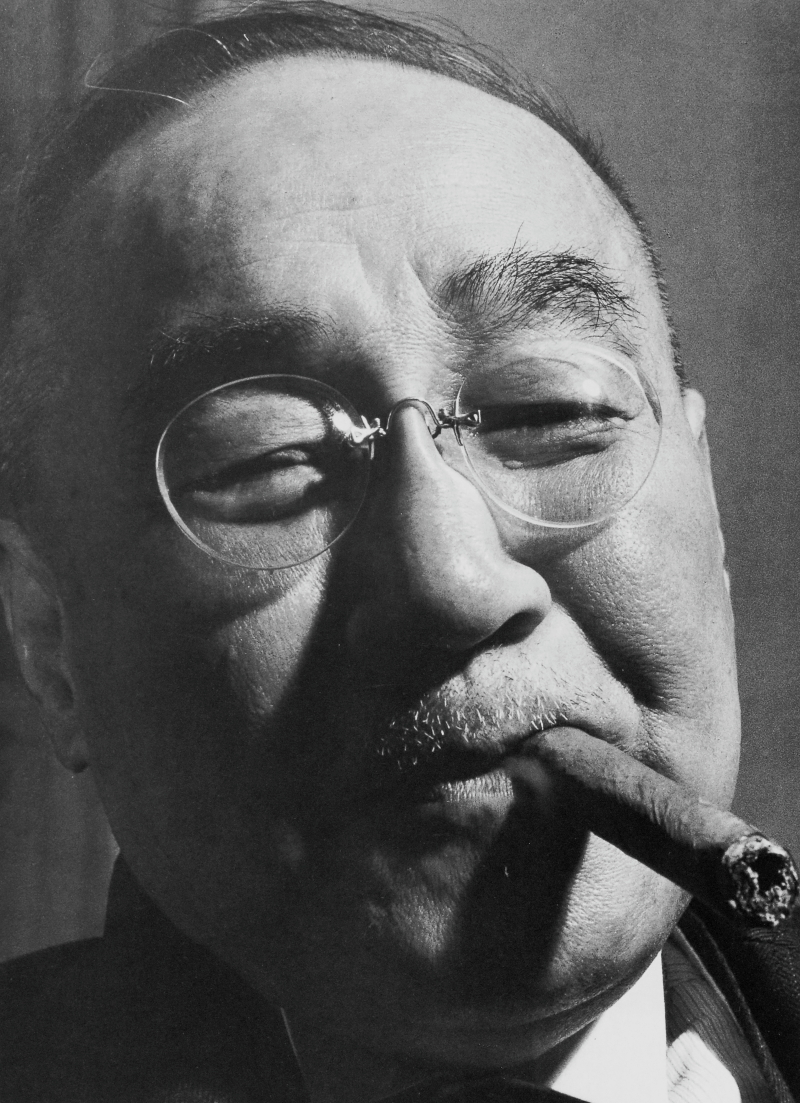
Sigeru Jošida na obálce magazínu Life, 1951
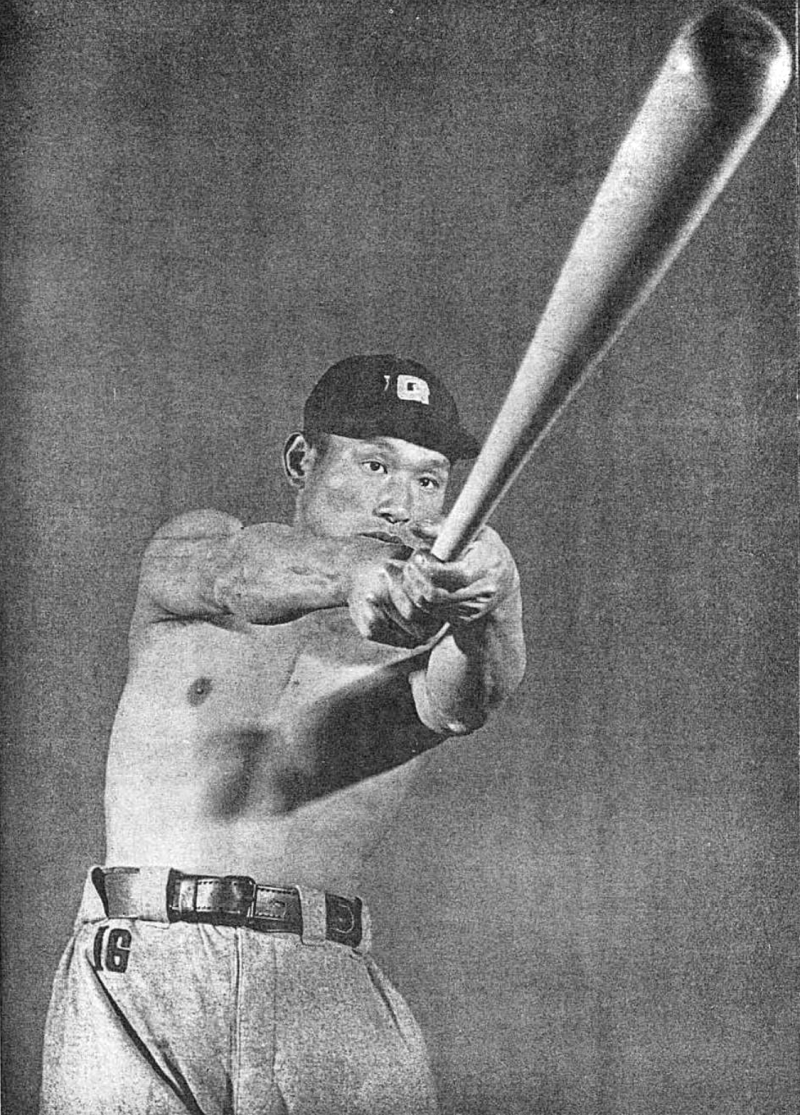
Tetuharu Kawakami, pořízeno stroboskopem, který byl v té době velmi vzácný a byl jediným v INP Communications, 10. února 1950
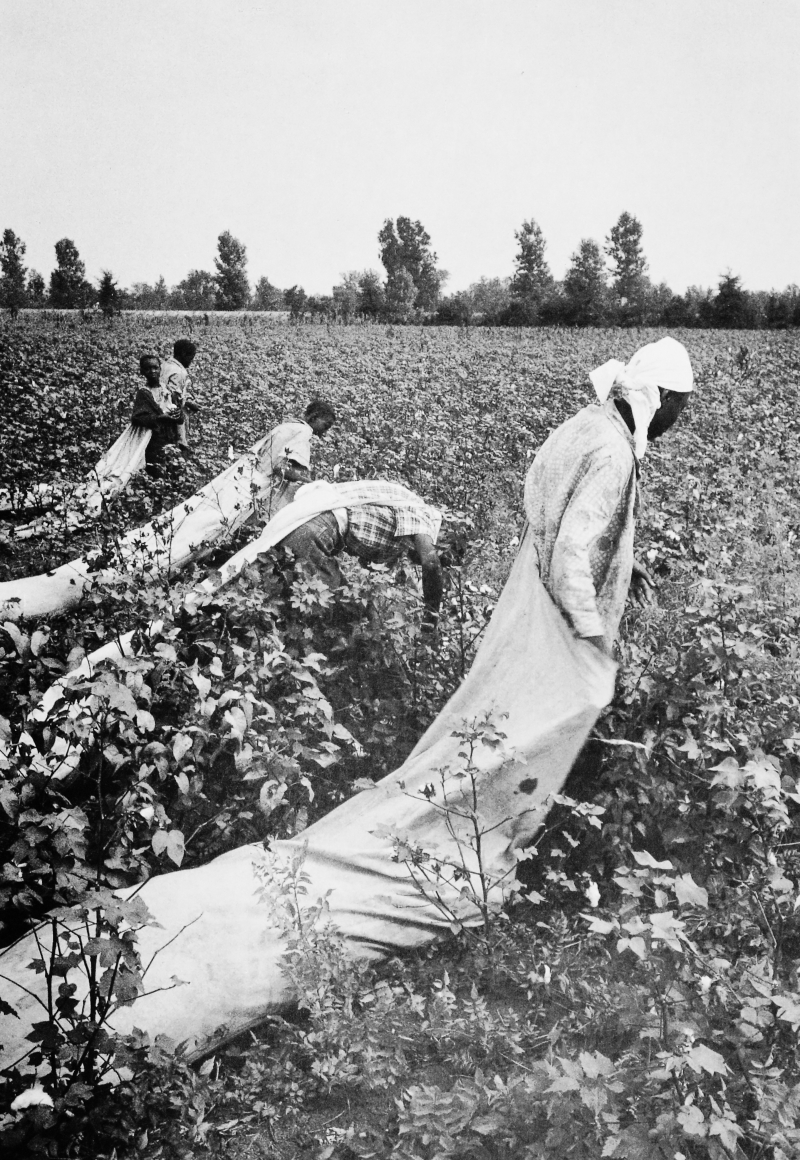
Miki Sees America, Černoši sklízejí bavlnu, 1954
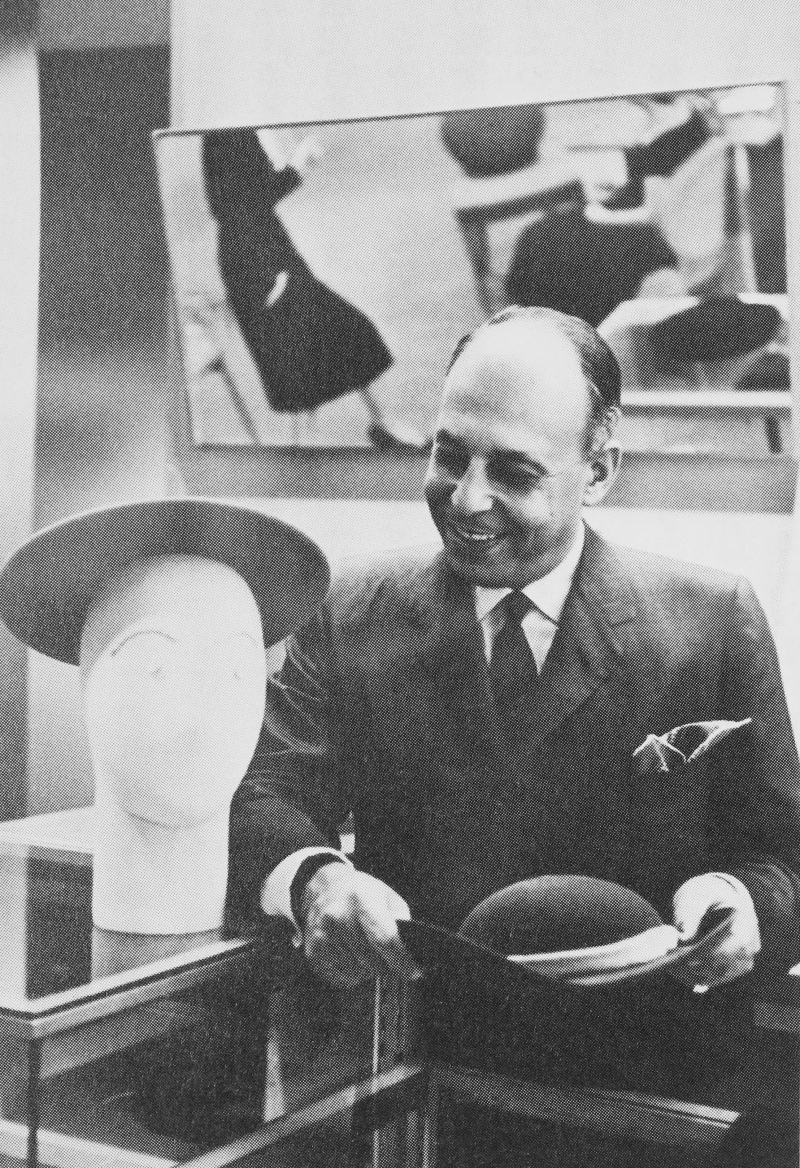
Miki Sees America, Stanley Marcus, prezident nejlepšího obchodního domu Niemann Marcus, 1954
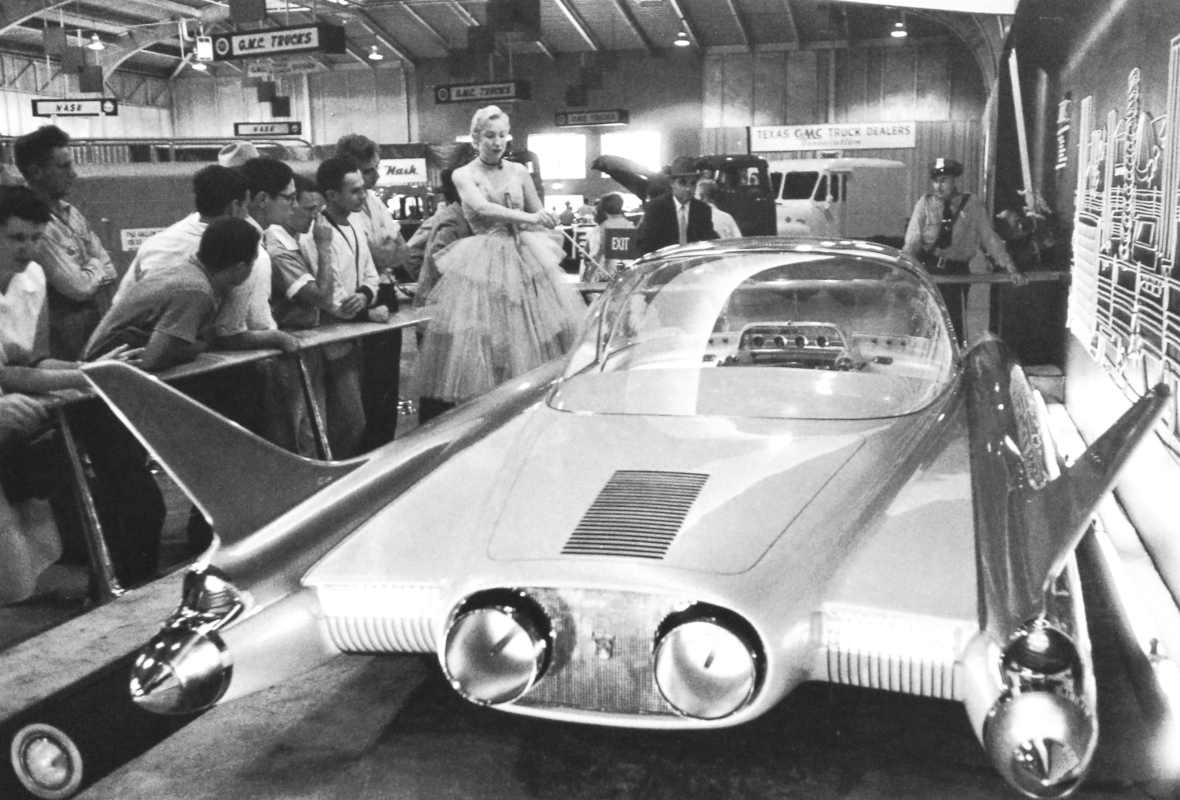
Miki Sees America, automobil budoucnosti na autosalonu, 1954
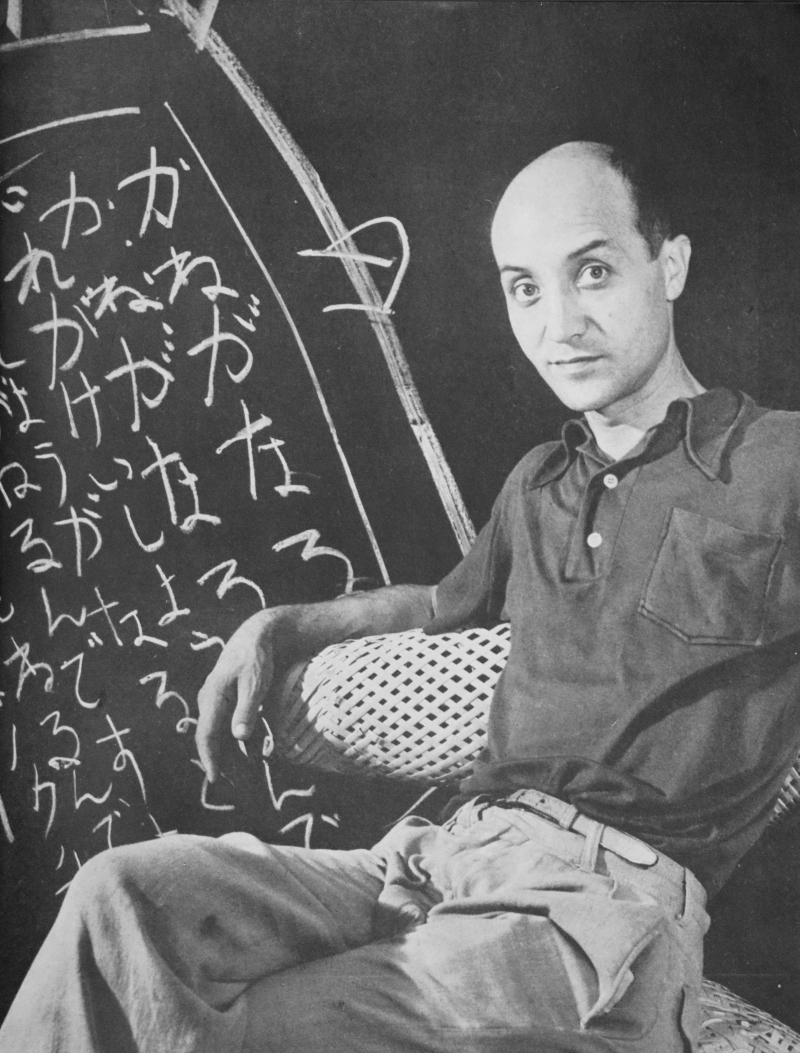
Isamu Noguči, 1951
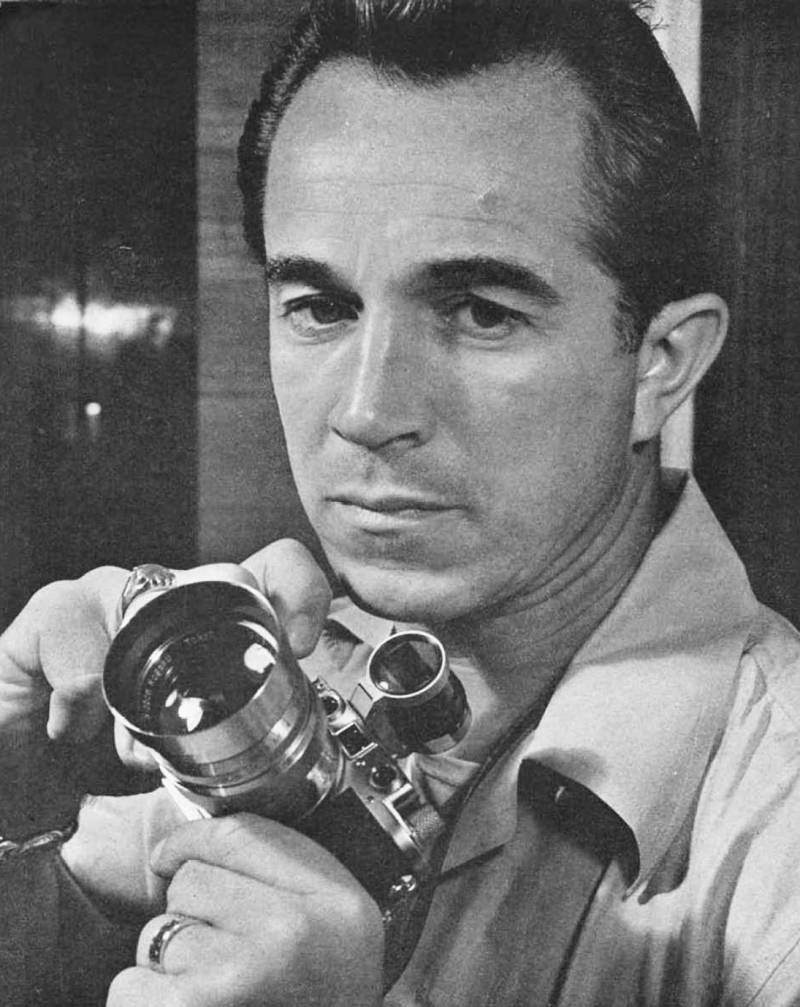
David Douglas Duncan, 1950